# Райхсгау Нижній Дунай
Увага:  Не вказане значення "common_name"

Райхсгау Нижній Дунай (нім. Reichsgau Niederdonau) — райхсгау в Австрії часів націонал-соціалізму. Створене після аншлюсу 1938 року і розформоване 1945 року. Складалося з території нинішньої Нижньої Австрії, північної частини Бургенланду, південно-східних частин Богемії та південних частин Моравії, а пізніше розширене за рахунок Девіна і Петржалки. 
У мовному вжитку націонал-соціалістів мало назву «гау предків фюрера» (нім. Ahnengau des Führers), бо з цієї землі походили батько вождя нацистів Алоїс Гітлер і мати Клара Гітлер.

## Історія
13 березня 1938 земля Нижня Австрія ліквідованої Федеративної держави Австрія опинилася в межах Третього Райху, де її перейменували на губернаторство Нижній Дунай (нім. Landeshauptmannschaft Niederdonau).
15 жовтня 1938 р. частину комуни Бегамберг адміністративного округу Амштеттен передано зі складу губернаторства Нижній Дунай до міського округу Штайр губернаторства Верхній Дунай.
15 квітня 1939 р. до складу губернаторства Верхній Дунай включено частину території німецьких Судетів (місцевості на півдні Моравії та південному сході Чехії).
1 травня 1939 з набранням чинності Закону про структуру управління в Остмарці від 14 квітня 1939 р. замість губернаторства Нижній Дунай було утворено райхсгау Нижній Дунай.
Станом на 1 січня 1945 року райхсгау Нижній Дунай складалося з 27 округів: 3 міських округів Кремс-на-Дунаї, Санкт-Пельтен і Вінер-Нойштадт та 24 сільських округів Амштеттен, Баден, Брук-ан-дер-Лайта, Айзенштадт, Гензерндорф, Гмюнд, Голлабрунн, Горн, Корнойбург, Кремс-на-Дунаї, Лілієнфельд, Мельк, Містельбах-ан-дер-Цая, Нойбістріц, Нойнкірхен-ін-Нідердонау, Нікольсбург, Оберпуллендорф, Санкт-Пельтен, Шайбс, Тульн, Вайдгофен-ан-дер-Тая, Вінер-Нойштадт, Знайм і Цветль.
Наприкінці Другої світової війни райхсгау Нижній Дунай потрапило до радянської зони окупації Австрії.